# Lida Dijkstra
Alida Wietske (Lida) Dijkstra (Heerenveen, 16 juli 1961) is een Nederlands auteur van kinder- en jeugdboeken. Ze heeft daarnaast enkele titels voor volwassenen op haar naam staan en schrijft ook educatief materiaal.
Dijkstra schrijft in het Nederlands en het Fries, en vertaalt zelf haar boeken van de ene naar de andere taal. Haar Nederlandse boeken komen uit onder de naam Dijkstra, de Friese onder de naam Lida Dykstra.

## Biografie
Dijkstra groeide op in Scharsterbrug en verhuisde op haar achttiende naar Leiden om een studie aan de Reinwardt Academie te volgen. Daarna studeerde ze kunstgeschiedenis en archeologie aan de Rijksuniversiteit Leiden, met als specialisatie kunstnijverheid. Ze gaf in haar studietijd rondleidingen in Stedelijk Museum de Lakenhal en was student-assistent in de diatheek van het Kunsthistorische Instituut.
Tussen 1986 en 1989 werkte ze bij de stichting Monument van de Maand, daarna werd ze conservator in Museum Joure. In 1994 debuteerde ze met het Friestalige kinderboek Sjoerd Stiensma syn reis troch de tiid. Daarna zou er ieder jaar minstens een titel volgen. 
Naast prentenboeken en boeken voor beginnende lezers schrijft ze ook voor oudere jeugd. Bij die boeken laat ze zich graag inspireren door (kunst)geschiedenis, haar vroegere vakgebied.
Van 1996 tot 1998 verzorgde ze wekelijks de kinderrubriek Dyn eFDee in het Friesch Dagblad. Haar verhalen voor die rubriek over het jongetje Boltsje de Boer werden later gebundeld in de boeken Snotaapkes en De suertsjeplysje, in het Nederlands vertaald als Ootje en Ootje weer.
Dijkstra won een Zilveren Griffel, tweemaal een Vlag en Wimpel van de griffeljury, tweemaal de Simke Kloostermanpriis en zesmaal de Rely Jorritsmapriis voor een kort verhaal (De nije seemearmin (1999), De lytse ik (2009), De jonge dy't Koraal neamd waard (2011), Dûnsflier fan de duvel (2013), Flinteraikes (2014), Guggem (2017)).
Tussen 2020 en 2022 was ze de Berneboeke-ambassadeur van Fryslân.
Op 16 september 2022 werd Dijkstra benoemd tot lid van de Fryske Akademy.

### Kinderboeken (Nederlands)
- Gevaar voor graaf Max (met cd, Kok Educatief, 1997)
- Poppennacht (Kok Educatief, 1997)
- Sinto de saurus (Bekadidact, 1999)
- Vlieg naar de zon Pip (Maretak, 2000)
- Sim loopt weg (Maretak, 2000)
- Koning Kind (Maretak, 2000)
- Praat maar met Duif (Maretak, 2001)
- Pootjes, pootjes, puf, puf (Maretak, 2001)
- Wachten op Apollo (bekroond met Vlag en Wimpel, kerntitel van de Jonge Jury, Lemniscaat, 2002)
- Ootje (Lemniscaat, 2002)
- Het kinderhotel van juffrouw Kummel (Maretak, 2002)
- Pip is op Snoes (Maretak, 2002)
- Maan en de Pixies (Maretak, 2002)
- Ootje weer (Lemniscaat, 2003)
- De toverlantaarn van juffrouw Kummel (Maretak, 2003)
- Pin wil geen prik (Maretak, 2003)
- Stoppen (Maretak, 2004)
- Geeske en de cirkel van drie (Lemniscaat, 2004)
- Tien kleine heksjes (Lemniscaat, 2005)
- De DINKies: herten in nood (Maretak, 2006)
- Slaap lekker, prinses (Maretak, 2006)
- Rollebollebom (Gottmer, 2006)
- Schattig (ook verschenen in het Fries, Engels, Duits, Frans, Italiaans en Portugees) (Lemniscaat, 2006)
- Eén muisje kan geen optocht zijn (ook verschenen in het Duits, Japans en Chinees) (Gottmer, 2007)
- Juffrouw Kummel en de kikkerprins (Maretak, 2007)
- Spiegelspreuk (Aed Levwerd, 2007)
- Ik wil geen broertje (ook verschenen in het Koreaans) (Gottmer, 2008)
- Aangeboden: 1 schoolhond (Maretak, 2008)
- Vlokje ontvoerd (Maretak, 2009)
- Ik hou van Pad (Bornmeer, 2010)
- Kip is te gek (Maretak, 2010)
- Kaboutervoetbal (Gottmer, 2010)
- Welkom op de Dierderij (Pimento, 2010)
- Verhalen voor de Vossenbroertjes (Pimento, 2011)
- De DINKies: dolfijn aangespoeld (Maretak, 2011)
- De toren van Harrewar (Maretak, 2012)
- Logeetjes op de dierderij (Pimento, 2012)
- Dutje (Pimento/Moon, 2012)
- De Moedhoed (Moon, 2013)[3]
- Willemijn wil niet zwemmen (Gottmer, 2014)
- Pas op big! (Kluitman, 2014)
- Rom bom big (Maretak, 2015)
- Haas in de put (Kluitman, 2015)
- Pup gaat te ver (Kluitman, 2016)
- Dex Durfal. De schedel van kristal (Kluitman, 2016)
- Dex Durfal. Op jacht naar de yeti (Kluitman, 2016)
- Cowboy Rik. Een paard voor Rik (Maretak, 2016)
- Cowboy Rik. De bankroof (Maretak, 2016)
- Cowboy Rik. De ramp van Goudgroef (Maretak, 2016)
- Cowboy Rik. De spookstad (Maretak, 2016)
- Wonen in een schilderij (Wijdemeer/Fries Museum, 2016)
- De ring van koning Salomo (Luitingh-Sijthoff, 2016)
- Kuikens op de dierderij (Luitingh-Sijthoff, 2016)
- De briefjes van Bing (Luitingh-Sijthoff, 2017)
- Klein Konijn wil met de trein (Kluitman, 2017)
- Lang leve Klein Konijn (Kluitman, 2017)
- Sipkes Elfstedentocht (Rubinstein, 2018)
- Cowboy Rik. Goudkoorts (Maretak, 2018)
- Cowboy Rik. De bizonjacht (Maretak, 2018)
- De kat van Pip (Kluitman, 2018)
- Min gaat naar zee (Kluitman, 2018)
- Sprokia. Waar is Geelkapje? (Kluitman, 2018)
- De hut van Das (Kluitman, 2019)
- Het beest met de kracht van tien paarden (Luitingh-Sijthoff, 2019)
- Aap is een ster (Kluitman, 2019)
- Sipke gaat zeilen (Rubinstein, 2019)
- Sipke vindt een kievitsei (Rubinstein, 2020)
- De bol van Lif. Vuur in het bos (Kluitman, 2020)
- De bol van Lif. Een vis aan wal (Kluitman, 2020)
- Sipke op het kaatsveld (Rubinstein, 2021)
- De bol van Lif. De bol gaat in zee (Kluitman, 2021)
- Schaduw van Toet (Luitingh-Sijthoff, 2021)
- Sprokia. De boze stiefoma's (Maretak, 2021)
- Sprokia. Het probleem van juf Pieps (Maretak, 2021)
- Het ruilspel (Luitingh-Sijthoff, 2022)
- Dex Durfal. Herrie in het Mirakel Museum (Kluitman, 2022)
- Sipke leert fierljeppen (Rubinstein, 2022)
- Sprokia. De test voor de Toverschool (Maretak, 2022)
- Sprokia. Het gat in de heg (Maretak, 2022)
- De bol van Lif. Mol ligt in zee (Kluitman, 2022)
- Sipke komt op stoom (Rubinstein, 2023)
- Dex Durfal. Het oog van Ra (Kluitman, 2023)
- De bol van Lif. Naar de maan (Kluitman, 2023)
- De groep van juf Pyt (B for Books, 2024)
- Dex Durfal. Het geheim van de dondervogel (Kluitman, 2024)
- Top-haas. Haas lost het op (Kluitman, 2024)
- Sipke op de boerderij (Rubinstein, 2024)
- De wonderverteller (Luitingh-Sijthoff, 2024)

### Kinderboeken (Fries)
- Sjoerd Stiensma syn reis troch de tiid (Afûk, 1994)
- De billebiter (Friese Pers Boekerij, 1995)
- De skat fan jonker Jan (Afûk, 1996)
- Pake past op Dideldeintsje (Afûk, 1997)
- Leaverikjes (Friese Pers Boekerij, 1998)
- Gefaar foar Graaf Max (Afûk, 1999)
- Snotaapkes (Bornmeer, 1999)
- Wolken fan wol (Bornmeer 2000)
- De suertsjeplysje (Bornmeer, 2002)
- Dideldeintsje wol nei skoalle (Bornmeer, 2003)
- Mûske myn famke (Bornmeer, 2003)
- Tsien lytse hekskes (Bornmeer, 2005)
- Lederwyntsje, bern mei krêften (Bornmeer, 2005)
- Oekebakke boem (Bornmeer, 2006)
- Skattich (ook verschenen in het Nederlands, Engels, Duits, Frans, Italiaans, Portugees, Afrikaans en Chinees) (Bornmeer, 2006)
- Ik bin in optocht (ook verschenen in het Japans en Chinees) (Bornmeer, 2007)
- Spegelspreuk (Aed Levwerd, 2007)
- Ik wol gjin broerke (ook verschenen in het Koreaans) (Bornmeer, 2008)
- Kiki fangt in pake (Bornmeer, 2009)
- De ridder fan Oei (Afûk, 2009)
- Ik hâld fan Pod (Bornmeer, 2010)
- Knipperke (Afûk, 2012)
- De blauwe jonge (Afûk, 2014)
- Wenje yn in skilderij (Wijdemeer, 2016)
- Pykje Fjouwer (Afûk, 2016)
- Ridder Jet (Audiofrysk, 2017)
- De huodsjes fan Mata-Hari (Wijdemeer, 2017)
- De weddenskip (Afûk, 2017)
- Dweiltrochwiet (Afûk, 2018)
- It spûkskip en 24 oare koarte ferhalen (Afûk, 2019)
- De tún fan Trip (Audiofrysk, 2019)
- De letterfretter (Afûk, 2023)

### Poëzie
- Frou Ule (Frysk en Frij, 2000)

### Proza
- Ik, Anna (Afûk, 2009)
- De nije seemearmin (Bornmeer, 2012)

## Prijzen
- 2002 Vlag en Wimpel voor Wachten op Apollo
- 2004 Simke Kloostermanpriis voor Mûske, myn famke
- 2007 Leespluim van de maand februari voor Schattig
- 2007 Simke Kloostermanpriis voor Lederwyntsje, bern mei krêften
- 2008 Leespluim van de maand april voor Eén muisje kan geen optocht zijn
- 2008 Eerste prijs van de Vlaamse Kinder- en Jeugdjury voor Schattig
- 2011 Leespluim van de maand maart voor Welkom op de dierderij
- 2012 Vlag en Wimpel voor Verhalen voor de Vossenbroertjes
- 2023 Thea Beckmanprijs voor Schaduw van Toet[4]
- 2025 Zilveren Griffel voor De wonderverteller[5]

## Nominaties en erelijsten
- 1995 Simke Kloostermanpriis voor Sjoerd Stiensma syn reis troch de tiid
- 1998 Simke Kloostermanpriis voor De skat fan jonker Jan
- 2001 Simke Kloostermanpriis voor Snotaapkes
- 2002 Wolken van Wol op de IBBY-Honourlist
- 2010 Simke Kloostermanpriis voor Spegelspreuk
- 2010 Spegelspreuk op de IBBY-Honourlist
- 2012 Verhalen voor de Vossenbroertjes op de White Ravens List
- 2013 Simke Kloostermanpriis voor Knipperke
- 2016 Het meisje met de rode paraplu op de White Ravens List
- 2017 De ring van koning Salomo op de White Ravens List
- 2017 Woutertje Pieterse Prijs voor De ring van koning Salomo
- 2018 De huodsjes fan Mata-Hari op de White Ravens List
- 2019 Simke Kloostermanpriis voor De Weddenskip
- 2020 Het beest met de kracht van tien paarden op de White Ravens List
- 2020 Boekenleeuw, prijs voor het beste kinder- en jeugdboek van Vlaanderen en Nederland voor Het beest met de kracht van tien paarden
- 2021 Sipke vindt een kievitsei/ Sipke fynt in ljipaai op de White Ravens List
- 2022 Schaduw van Toet op de shortist voor de Boon, literatuurprijs van Vlaanderen
- 2022 Woutertje Pieterse Prijs voor Schaduw van Toet
- 2022 Kleine Cervantesprijs voor Schaduw van Toet